# Beniaminek. Rzecz o Boyu Żeleńskim
Beniaminek. Rzecz o Boyu Żeleńskim – pamflet autorstwa Karola Irzykowskiego, który został opublikowany w Warszawie w 1933 r. nakładem Księgarni F. Hoesicka.
Irzykowski zaatakował w książce nie tyle osobę Tadeusza Boya-Żeleńskiego, ile jego poglądy na rolę, jaką intelektualista powinien pełnić w życiu kulturowym. Głównym celem krytyki uczynił autor tzw. "życie ułatwione", które wiązał z Boyowskim spłycaniem problemów kulturowych, z ich daleko posuniętą "praktycznością". Irzykowski odniósł się też polemicznie do kampanii "antybrązowniczych" Boya. Metodom Żeleńskiego przeciwstawił Irzykowski własne, które miały polegać na merytorycznej problematyzacji zagadnień.
Beniaminek - w szerszym ujęciu - stał się rozrachunkiem Irzykowskiego z epoką Młodej Polski i z jej dziedzictwem.
Książkę kończą artykuły publikowane w prasie w latach 1925–1932 – polemiczne wobec Boya i Antoniego Słonimskiego.